# 刺腹囊海龍
刺腹囊海龍（学名：Microphis brachyurus aculeatus），為輻鰭魚綱棘背魚目海龍科的其中一種，分布於非洲塞內加爾至安哥拉的溪流及半鹹水水域，體長可達20公分，卵胎生。